# Пролетарій (склозавод)
ДП «Лисичанський склозавод» — виробник високоякісного полірованого листового флоат-скла в Україні. Профіль підприємства — виготовлення листового полірованого скла для будівельних та інших підприємств СНД, України та країн ближнього зарубіжжя.

## Історія
В 1912 році акціонерне товариство «Лівенгофських скляних і пробкових виробництв» придбало у дружини генерал-майора Насветевича ділянку землі біля станції Рубіжне, багатої покладами піску, крейди, мергелю, вугілля. Він призначався для скляного, хімічного та шамотного заводів. До будівництва скляного приступили в 1913 році.
Спочатку збудували дві великі скловарні вани. Одна з них, системи Гоббі, призначалася для виробництва полубемского скла віконного, інша — для різного роду скляних виробів. До 1931 року у цих печах скло видувалося «халявним» способом.
В 1920 році склозавод перейшов у власність держави, а в 1921 — увійшов до складу тресту «Хімутоль», який об'єднав підприємства хімічної, вугільної і скляної промисловості Лисичанського промислового району. У 1923 році підприємство отримало назву "Державний склозавод «Пролетарій».
11 лютого 1932 року при реконструкції ванни № 2 була встановлена машина Фурко вертикального витягування скла. Наступного року була реконструйована і перша ванна, у зв'язку з чим на заводі зникла професія склодува. У 1935-1937 рр. були збудовані два конвеєра зворотно-поступального руху виробництва полірованого скла. У 1938 році був збудований дзеркальний цех. До війни також почали випускати флюси для механізованого електрозварювання по методу академіка Патона. У 1940 році підприємства реконструювало машинованний цех.
У жовтні 1941 року, під час війни завод був зупинений. Основне обладнання було вивезено до Удмуртської АРСР, а інше обладнання і будівлі були підірвані. Після звільнення міста у вересні 1943 року почалися роботи по відновленню заводу. У 1944 році була здана перша продукція, а 1949 року підприємство було повністю відновлено.
У 2001 році підприємство було перетворено на Закрите акціонерне товариство. А у 2010 на Публічне акціонерне товариство.
У ці роки були об'єднані 2 склозаводи Пролетарій (м. Пролетарськ) та Мехстекло (м. Верхнє) зі спільною назвою «Пролетарій», і виробництво перенесене на завод у Верхньому, Пролетарський завод зупинено.
21 лист. 2013 р. завод відсвяткував своє 100-річчя
2 липня 2014, під час АТО, по заводу у Пролетарську був завданий авіаудар.
16 лип. 2015 — відбулося відкриття цеха № 2-5 промпереробки скла.
У 2015 завод зупинено і станом на весну 2020 рік він більше не працює.
Завод у Пролетарську станом на весну 2020 р. таємно ріжуть на металобрухт.

## Події, пов'язані з підприємством
- 23 грудня 2010 року голова наглядової ради Олександр Кандрін потрапив у ДТП, внаслідок якого загинуло три людини. У квітні 2011 року він полишив свою посаду. Згодом він був засуджений на 5 років.